# Georg Heym
Georg Heym (Hirschberg, 30 de outubro de 1887—Berlim, 16 de janeiro de 1912) foi um escritor expressionista alemão.
Ao longo da sua curta vida esteve constantemente em conflito com as convenções sociais. Os seus pais, membros da classe média guilhermina, tinham problemas para compreender o comportamento rebelde do seu filho. A própria atitude de Heym para os seus pais era dupla, tinha um profundo afeto para eles, mas, também mostrava uma forte resistência a qualquer tentativa de suprimir a sua individualidade e autonomia.
Em 1900 mudou-se para Berlim, e começou, sem sucesso, a assistir a uma série de diversas escolas. Finalmente, chegou ao Friedrich-Wilhelms-Gymnasium de Neuruppin, em Brandemburgo. Insatisfeito,  como uma forma de conseguir alguma libertação começou a escrever poesia. Depois da sua graduação foi estudar direito a Würzburg, começando a escrever também obras de teatro. Contudo, os editores ignoraram o seu trabalho.
Em 1910 conheceu o poeta e escritor Simon Guttmann, que o convidou a unir-se ao recém fundado Der Neue Club, círculo literário fundado por Kurt Hiller e Erwin Loewenson que se reunia no Neopathetisches Cabaret, onde também acudiam Else Lasker-Schüler, Gottfried Benn e Karl Kraus. Embora o clube não tivesse um objetivo declarado real, todos os seus membros compartilhavam um sentimento de rebelião contra a cultura contemporânea e possuíam um desejo de agitação política e estética. Ali a poesia de Heym atraiu imediatamente elogios. Em janeiro de 1911, Ernst Rowohlt publicou o primeiro livro de Heym e o único que apareceria em vida: Tag der ewige.
Heym passou por vários empregos de tipo judiciário, nenhum dos quais ocupou durante muito tempo devido à sua falta de respeito pela autoridade. Em 16 de janeiro de 1912, Heym e o seu amigo Ernst Balcke foram patinar sobre o geado Havel, e faleceram afogados; dias mais tarde os seus corpos foram encontrados. 

## Obras

### Poesia
- Der Gott der Stadt (1910)
- Der ewige Tag (1911)
- Umbrica vitae (1912)
- Marathon (1914)

### Prosa
- Der Dieb. Ein Novellenbuch (1913)

### Drama
- Der Athener Ausfahrt (1907)

### Outros
- Versuch einer neon Religion (1909)

## Biografia
- Heym, Georg. Poems. Evanston, Illinois: Northwestern University Press, 2006. ISBN 0-8101-2322-3.